# Street cries

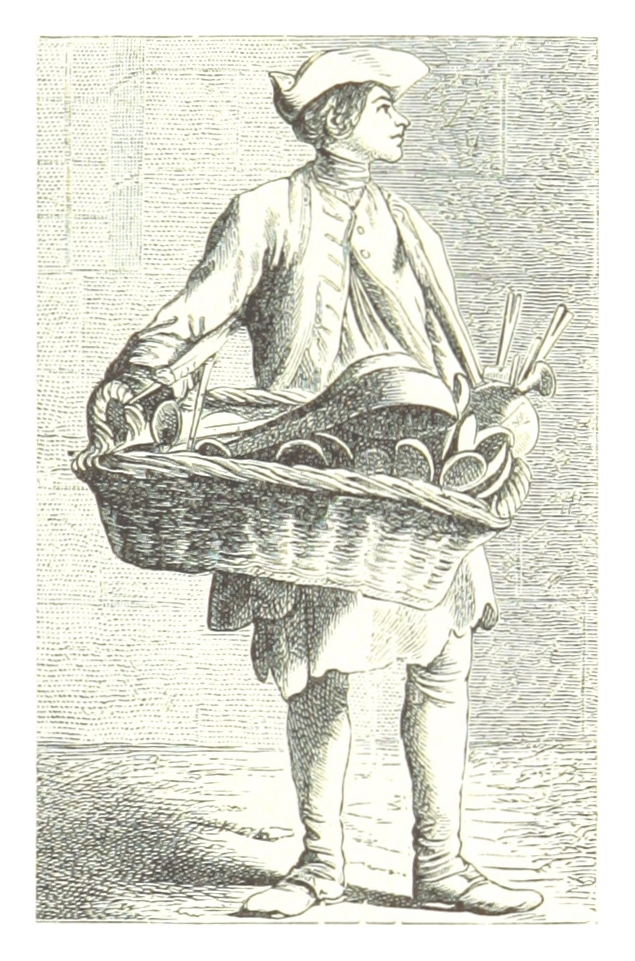
"Compra le mie dispense", il grido di un venditore ambulante parigino, incisione di Fournel da Les Cris de Paris, types et fisionomies d'autrefois, XIX secolo

Le Street cries (in lingua inglese, letteralmente grida di strada) erano delle brevi rime urlate dai mercanti per illustrare le loro merci e/o i loro servizi nei mercati all'aperto. L'usanza portò molti venditori a creare delle linee melodiche con le quali cantare le loro frasi pubblicitarie. Molte di queste grida di strada sono state catalogate in collezioni di grandi dimensioni o incorporate in grandi opere musicali per preservarle dall'oblio.
Le grida di strada sono conosciute fin dall'antichità e forse anche prima. Nel corso del XVIII e XIX secolo, con la crescita della popolazione urbana, le grida di strada dei maggiori centri urbani divennero uno dei tratti distintivi della vita cittadina. Le grida di strada divennero argomento popolare per poeti, musicisti, artisti e scrittori dell'epoca.

## Storia
I venditori ambulanti e le loro grida erano conosciuti nell'antichità. Claire Holleran ha notato la difficoltà di individuare prove di grida di strada a causa della loro natura effimera. Tuttavia, ha esaminato fonti letterarie, giuridiche e pittoriche per fornire spunti sulla presenza dei venditori ambulanti e sulle loro grida nell'antichità, in particolare nell'antica Roma e Pompei. Collettivamente queste fonti suggeriscono che i venditori ambulanti e le loro grida facevano parte della vita di strada. Ha trovato numerosi riferimenti scritti alle grida usate dai venditori ambulanti: 
- Plinio il Giovane paragona l'oratoria di Regolo a quella di un venditore nel foro (circulator in foro).
- Il poeta romano Marziale paragona la povera oratoria al chiacchiericcio dei venditori ambulanti
- La Guida all’Oratoria di Quintiliano istruisce i lettori a puntare a un’oratoria energica piuttosto che alla parlata tipica dei venditori ambulanti
- Seneca descrive un disturbo causato da un gruppo di venditori ambulanti rumorosi e fa riferimento alla caratteristica intonazione utilizzata da pasticceri e salumieri
- Cicerone descrive le forti grida di un venditore di fichi che i soldati che si imbarcavano per la Partia interpretarono come un cattivo presagio
- Calpurnio Siculo descrive le forti grida di un venditore ambulante di latte

I riferimenti letterari e le immagini di venditori ambulanti durante il periodo medievale sono relativamente rari. I venditori ambulanti occupavano una posizione sociale diversa rispetto ai commercianti ed erano considerati marginali nella società. Tuttavia, le narrazioni inglesi del XII e XIII secolo suggeriscono che i venditori ambulanti laboriosi potevano ambire a posizioni importanti fino a diventare ricchi grossisti o mercanti. 
Il numero di venditori ambulanti che lavorano nelle città europee è aumentato notevolmente a partire dal XVII secolo. A Londra, i venditori ambulanti iniziarono a riempire le strade nei decenni successivi al Grande Incendio, quando un importante programma di ricostruzione portò alla rimozione del principale mercato ortofrutticolo di Londra, Stocks Market, nel 1773. Lo spostamento del mercato aperto spinse un gran numero di venditori ambulanti e commercianti a colmare il divario nella distribuzione del cibo fornendo prodotti poco costosi in piccole quantità alle classi lavoratrici, che lavoravano per lunghe ore in occupazioni faticose senza avere il tempo di frequentare i mercati situati lontano dal centro della città. Ciò ha portato ad un forte aumento del commercio informale e non regolamentato svolto dai venditori ambulanti. 
Il numero dei venditori ambulanti aumentò nuovamente all'inizio del XVIII secolo, in seguito alla rivoluzione industriale, poiché molti lavoratori dislocati si spostavano verso i centri urbani più grandi in cerca di lavoro. Con l’aumento della popolazione cittadina, aumentò anche il numero dei venditori ambulanti. Nel corso dei secoli XVIII e XIX, le strade di Londra si riempirono di venditori ambulanti, stimolando un'intensa competizione tra loro. Per distinguersi tra la folla, i venditori ambulanti iniziarono a sviluppare grida distintive e melodiche. Nello stesso periodo, questi banditori o venditori ambulanti riempivano le strade di altre città europee tra cui Parigi, Bologna e Colonia. 

Il commentatore sociale del XIX secolo Henry Mayhew descrive un sabato sera nel New Cut, una strada a Lambeth, a sud del fiume;
Illuminato da una miriade di luci... il Cut era gremito da parete a parete... Il frastuono era assordante, i commercianti gridavano tutti la loro merce con tutta la forza dei loro polmoni sullo sfondo di un'orda di musicisti di strada. 
Ogni mestiere sviluppò il proprio tipo unico di grido di strada; un insieme distintivo di parole o una melodia unica. Ciò funzionava come un mezzo per identificare ogni tipo di venditore e la merce venduta, dando a ogni mestiere il proprio "spazio verbale e uditivo". 
Nel corso del XIX secolo i commercianti ambulanti furono sempre più attaccati dal clero e dalle autorità che volevano liberare le strade dal commercio ambulante indisciplinato e non regolamentato. In passato le iniziative per sradicare il commercio ambulante si erano svolte in modo intermittente; vari tentativi di ridurre il commercio di strada erano stati effettuati durante i regni di Elisabetta I (1558–1603) e Carlo I (1625–1649). Questi attacchi costanti contribuirono a creare un senso di identità di gruppo tra i venditori e inculcarono un'aria di sfida aperta. I commercianti ambulanti componevano le proprie bordate in cui affermavano la propria identità politica attraverso le canzoni. 
Gli storici hanno sostenuto che le grida della città erano tutt'altro che fastidiose, piuttosto costituivano una forma essenziale di trasmissione di informazioni importanti prima del periodo moderno delle comunicazioni di massa. Il termine Street Cries è scritto con la "C" maiuscola per distinguere i suoni melodici dei venditori dal rumore generale della strada. Le grida di strada iniziarono a scomparire a partire dalla metà del XX secolo quando i mercati permanenti soppiantarono il commercio di strada informale e itinerante. 

## Nella letteratura, nella musica e nell'arte

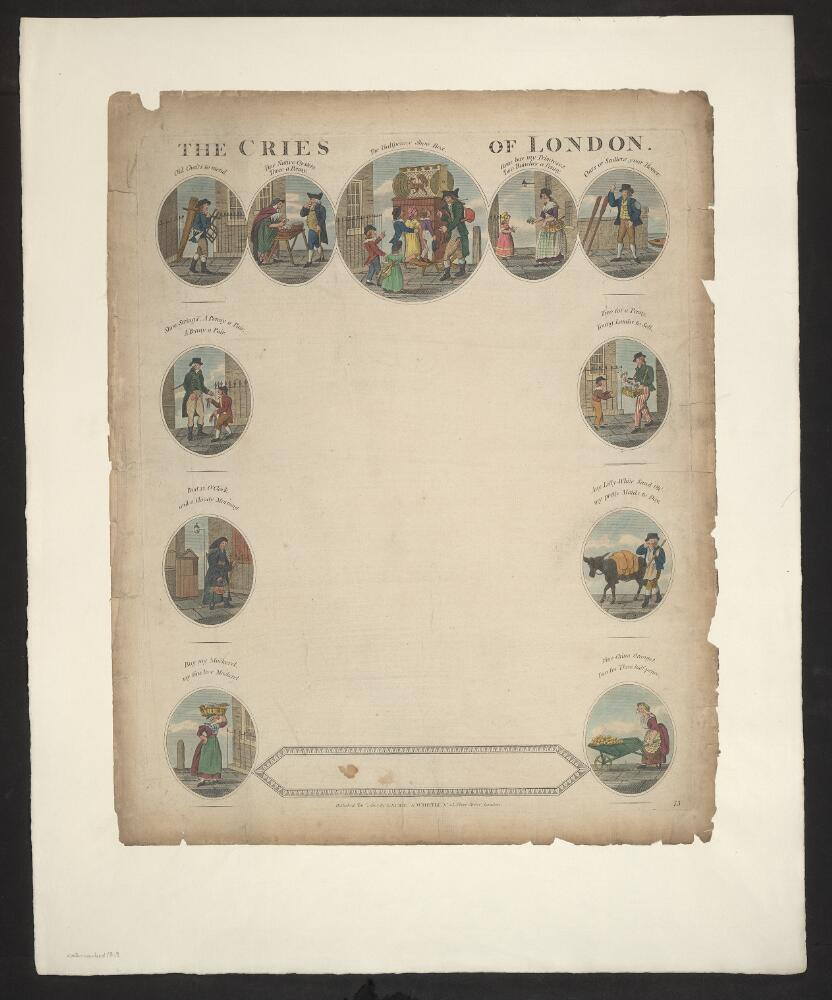
Copertina di Cries of London di Robert Laurie e James Whittle, 1802

Le Grida di strada delle principali città come Londra e Parigi divennero una caratteristica così iconica della vita di strada che il soggetto stimolò l'interesse di poeti, scrittori, musicisti e artisti. Una delle prime opere letterarie interamente dedicate al tema delle grida di strada è "Les Crieries de Paris", una poesia di Guillame de Villeneuve pubblicata nel 1265, composta da circa 130 grida armoniosamente inserite in ottosillabi. Il narratore racconta le grida udite vagando per le strade di Parigi, a partire dall'alba e proseguendo fino a tarda sera. Le grida scandiscono la giornata, secondo l'attività dei venditori ambulanti. Uno dei primi vagiti dell'alba è quello dei bagni pubblici e dei bagni turchi, mentre a fine giornata si sentono le grida dei pasticceri. 
Una delle prime opere britanniche ispirate alle grida di strada è una ballata, presumibilmente scritta da un monaco inglese, John Lydgate, nel 1409. Conosciuta come London Lyckpeny, si riferisce a molte grida di strada, inclusa la spesso citata "Strawpery ripe, and cherrys in the ryse". La ballata è una satira che racconta la storia di un contadino che visita Londra per cercare rimedi legali dopo essere stato defraudato. Tuttavia, scopre di non potersi permettere giustizia e viene presto privato dei propri soldi a causa dei suoi rapporti con venditori ambulanti, rivenditori, tavernieri e altri. Un lyckpeny (o lickpenny) è un termine arcaico per tutto ciò che "assorbe" (ossia priva di) denaro. La ballata di Lydgate ha spinto generazioni di compositori a scrivere canzoni sulle grida distintive dei venditori ambulanti. 
Già nel XIII secolo i musicisti includevano le grida di strada nelle loro composizioni. Una melodia conosciuta come On Parole/ a Paris/ Frese Nouvelle, risalente al XIII secolo, presenta il grido di un venditore parigino, "Frèse nouvele!" Muere Francia!' ("Fragole fresche! More selvatiche!"). A partire dal 1600 circa i compositori inglesi scrissero brani in cui il testo e probabilmente la musica incorporavano le grida dei venditori ambulanti: Weelkes, Gibbons e Deering componevano melodie che consistevano quasi interamente in esse. Tali brani divennero molto popolari nel XVII secolo. 
È stato suggerito che le grida di strada potrebbero essere state una delle prime forme di musica popolare. La canzone popolare del XIX secolo, Molly Malone, è un esempio di melodia basata sulle grida di strada sopravvissuta fino all'era moderna. Il testo mostra la venditrice di pesce, Molly Malone, che canta "vongole e cozze, vive, vive, oh". La melodia potrebbe essere basata su una canzone precedente del XVII o XVIII secolo. La canzone popolare degli anni '20, Yes! We Have No Bananas è stato ispirato ai tentativi di vendita di un commerciante di frutta a Long Island. La melodia, "El Manisero" (tradotto come "Peanut Vendor"), ispirata alle grida di un venditore di arachidi cubano, fu un successo popolare negli anni '30 e '40 e fu in gran parte responsabile della divulgazione della musica latina e della rumba presso il pubblico americano. 
Nell'arte, la tradizione di rappresentare le "grida di strada" si sviluppò in Europa a partire dal XV secolo e raggiunse l'apice a Londra e Parigi nel XVIII e XIX secolo. Queste opere erano principalmente fogli costituiti da una serie di acqueforti, incisioni o litografie con notazione minima, raffiguranti l'esuberanza della vita di strada in cui i venditori ambulanti erano ben visibili spesso in chiave romantica. Tuttavia, queste rappresentazioni si sono rivelate una fonte preziosa per gli storici sociali. Alcuni studiosi hanno descritto questa tradizione come un "genere" distinto. Una serie di stampe di questo genere è stata trovata nella biblioteca personale di Samuel Pepys. Era una serie di xilografie dalla metà alla fine del XVI secolo, che illustrava un libro che Pepys aveva catalogato come "Cryes costituiti da diversi set di esso, antichi e moderni: con i diversi Stiles utilizzati dai Cryers".

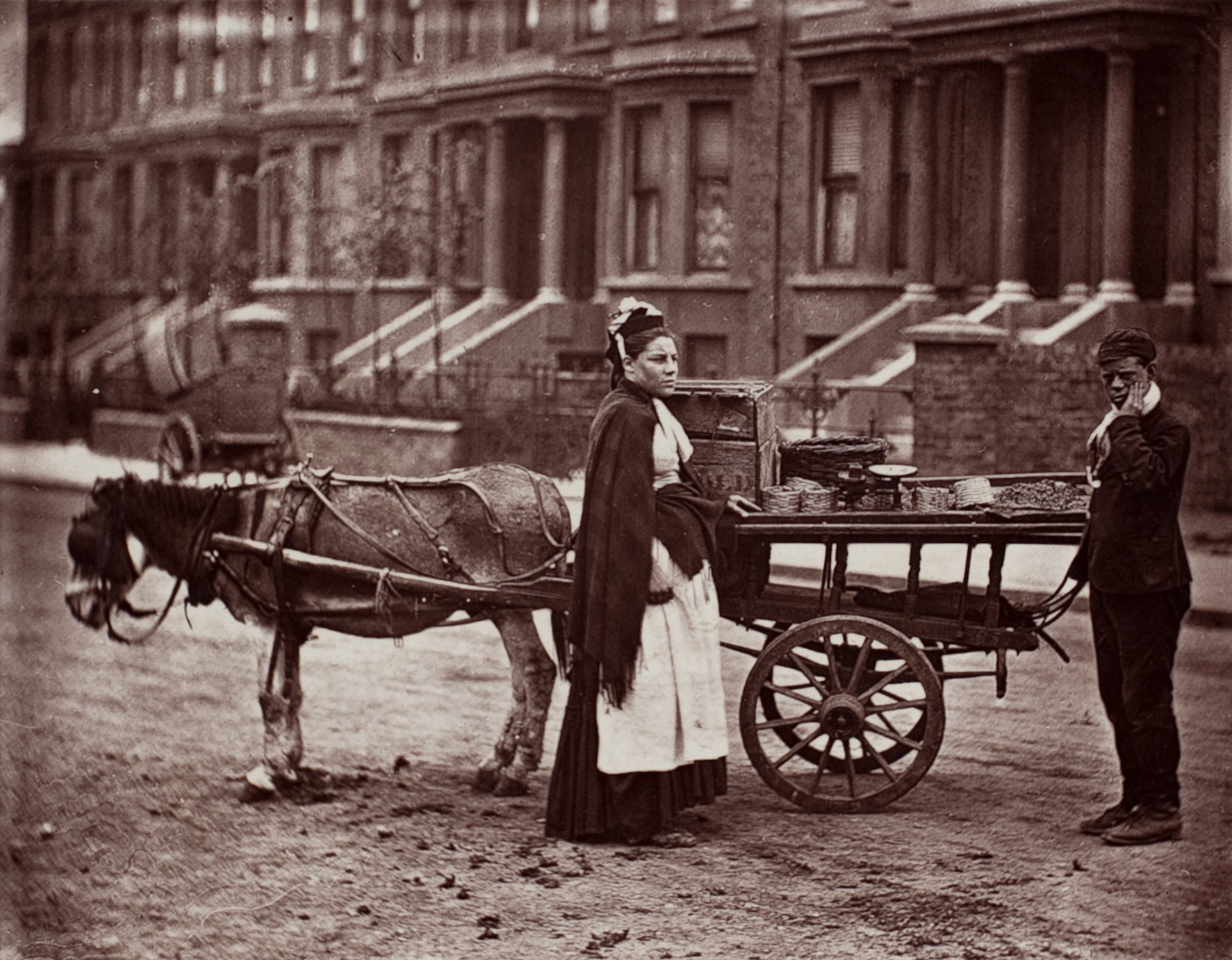
Una caratteristica notevole delle rappresentazioni dei venditori ambulanti è che alle immagini veniva spesso dato il titolo del "grido del venditore", come in questa fotografia del 1877 intitolata "Fragole. Tutte mature! Tutte mature!" scattata da John Thomson e tratta da Vita di strada a Londra.

Una delle prime pubblicazioni nel genere The Cries fu la serie di venditori ambulanti di Colonia di Franz Hogenberg, prodotta nel 1589. Una delle prime pubblicazioni inglesi del genere fu The Common Cryes of London di John Overton, pubblicata nel 1667. Questa fu seguita da una pubblicazione francese, Etudes Prises Dans let Bas Peuple, Ou Les Cris de Paris (1737) (tradotto approssimativamente come Studies Taken of the Lower People, Or The Cries of Paris); un titolo che divenne molto popolare. Seguirono una pletora di pubblicazioni simili in tutta Europa: fu pubblicato The Cries of London Calculated to Entertain the Minds of Old and Young (1760). e seguono Le grida di Londra (1775) e Le grida di Londra, così come vengono quotidianamente esposte nelle strade: con un epigramma in versi, adattato a ciascuna. Impreziosito da sessantadue tagli eleganti (1775); una pubblicazione molto popolare con una nuova edizione pubblicata nel 1791 e nella sua decima edizione nel 1806. Altri titoli del XVIII secolo includevano: The Cries of London: for the Instruction of Good Children, (1795). Con l'aumento del numero di venditori ambulanti all'inizio del XIX secolo, apparvero molti titoli simili, molti dei quali destinati a un pubblico specifico come bambini o gente di campagna. Alcuni di questi titoli includono: The New Cries of London; con incisioni caratteristiche (1804); Le grida di Londra; impreziosito da dodici incisioni, Le grida della famosa città londinese: così come vengono esposte nelle strade della metropoli: da venti stampe umoristiche dei personaggi più eccentrici; Le grida di Londra: mostra come ottenere un centesimo per una giornata piovosa, (1820) Le grida di Londra di Lord Thomas Busby: tratto dalla vita; con tipografia descrittiva, in versi e prosa (1823); Le grida di Londra di James Bishop: per l'informazione dei piccoli contadini; impreziosito da sedici incisioni ben colorate, (1847); The London Cries in London Street: abbellito con graziosi tagli, ad uso di bravi ragazzini e ragazze, e una copia di versi (1833); A History of the Cries of London: Ancient and Modern di Charles Hindley (1881). 
Le "Grida di Londra" erano anche un tema ricorrente nella pittura europea. A metà del 1700, l'acquarellista inglese Paul Sandby creò una serie intitolata London Cries raffigurante negozianti inglesi e venditori ambulanti. L'incisore olandese Marcellus Laroon iniziò a lavorare a Londra a metà del 1700 dove produsse la sua opera più famosa, la serie The Cryes of London. "The Enraged Musician" di William Hogarth raffigura un musicista portato alla disperazione dalle grida dei venditori ambulanti. L'incisore fiammingo Anthony Cardon trascorse del tempo in Inghilterra negli anni Novanta del Settecento dove produsse una serie di incisioni dei venditori ambulanti di Londra, conosciute come le Grida di Londra. Francis Wheatley, il pittore inglese, nato a Covent Garden e che conosceva bene la vita di strada londinese, espose una serie di opere d'arte, intitolate anche Cries of London, tra il 1792 e il 1795. Augustus Edwin Mulready, si è guadagnato la reputazione dipingendo scene di vita vittoriana che includevano venditori ambulanti, monelli e venditori di fiori. Nel XVIII secolo, i set di carte venivano decorati con xilografie colorate nel genere Street Cries e tra la fine del XIX e l'inizio del XX secolo le immagini di Cries venivano utilizzate su carte di sigarette e altre carte pubblicitarie. Ad esempio, le sigarette della John Players produssero due serie di cartoline pubblicitarie intitolate Cries of London nel 1913 (prima serie) e nel 1916 (seconda serie). Le sigarette Grenadier produssero anche due set intitolati Street Cries, uno nel 1902 e un altro nel dopoguerra.

## Galleria d'immagini

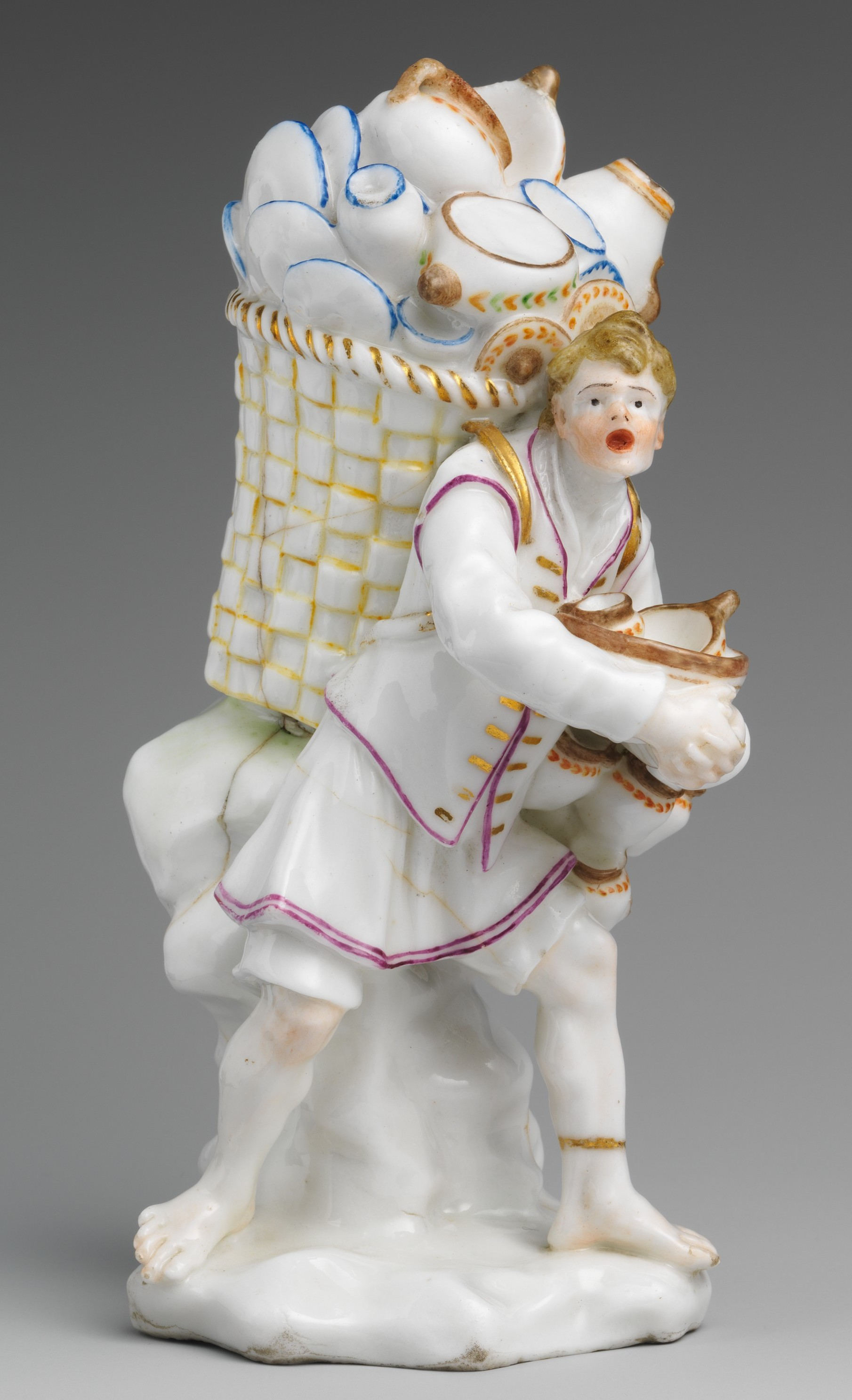
Venditore di ceramiche, da una serie delle "Grida di Napoli" in porcellana di Capodimonte, ca. 1745
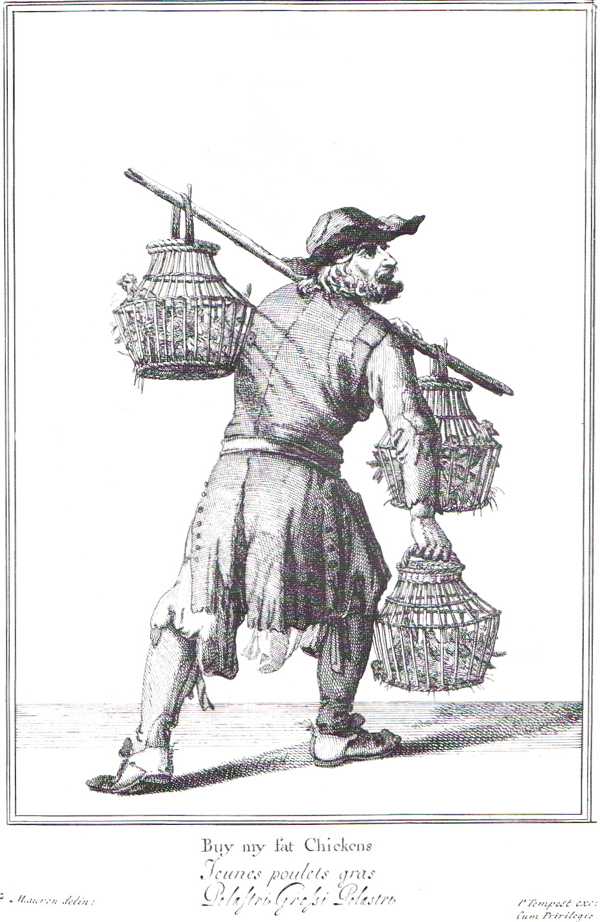
Incisione "Compra i miei polli grassi" di Marcellus Laroon da Cryes of the City of London Drawne after the Life 1687
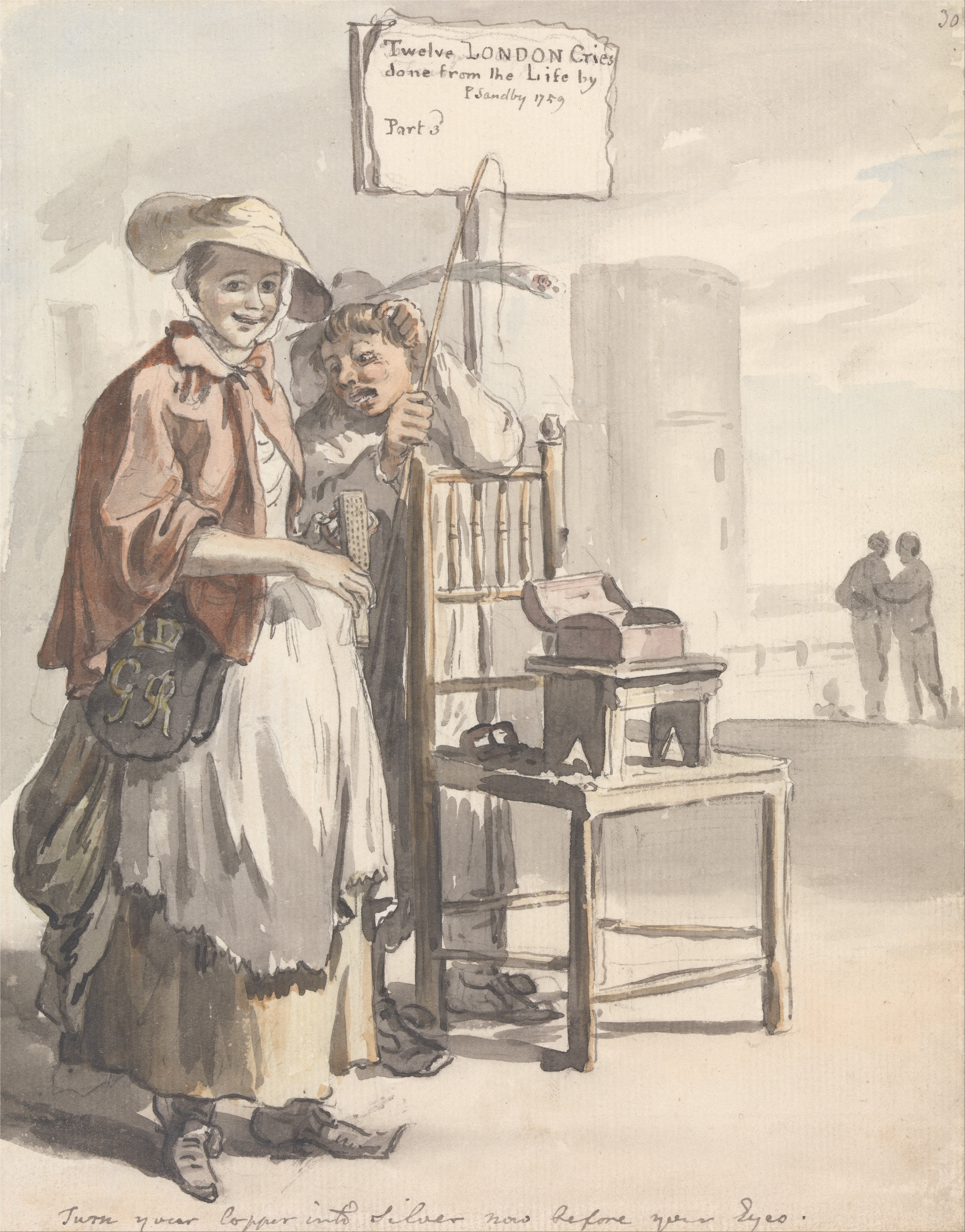
"Trasforma il tuo rame in argento, ora davanti ai tuoi occhi", dalla serie London Cries di Paul Sandby, 1770
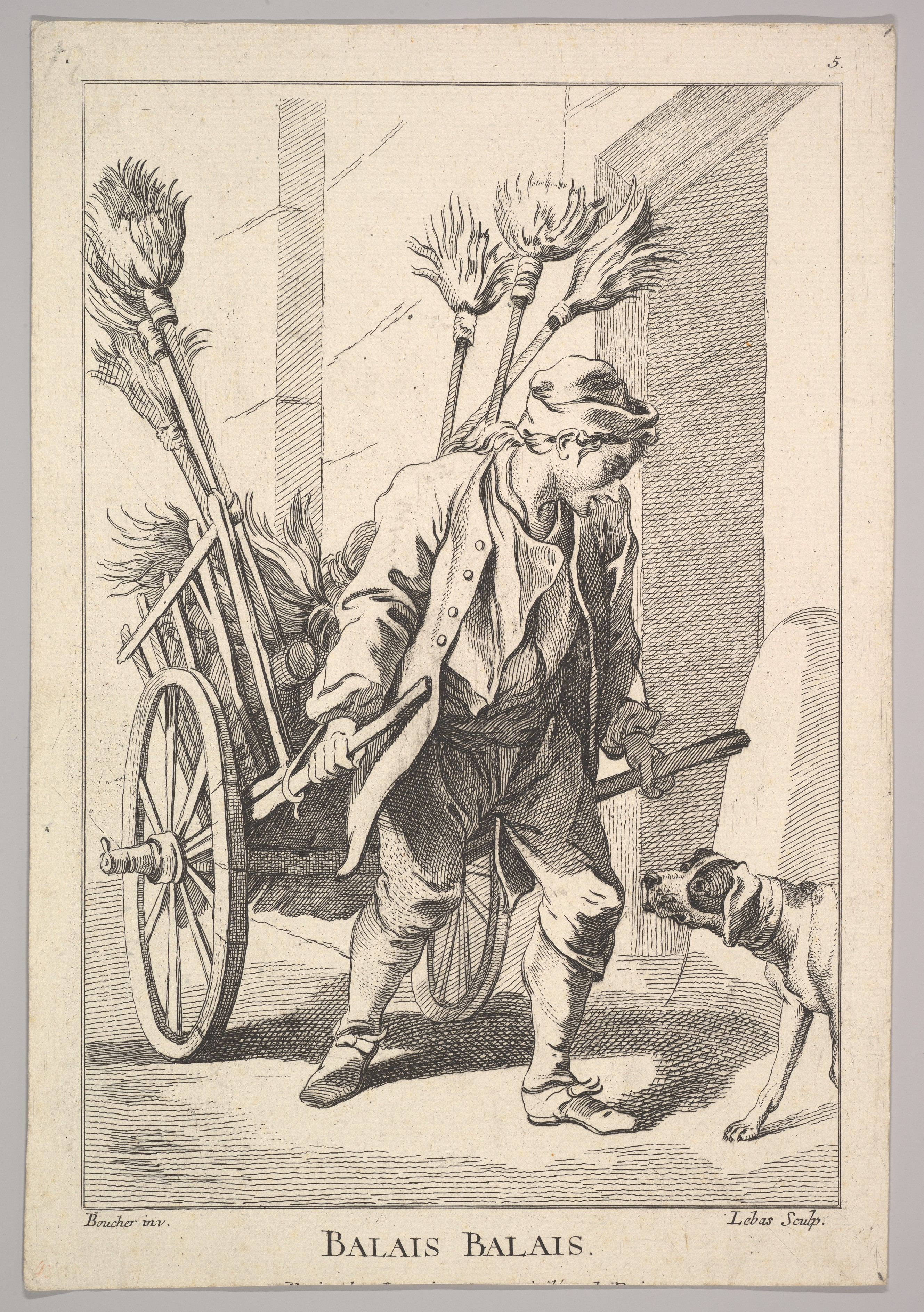
Pennelli, pennelli! Di Jacques Philippe Le Bas, 1707-1783